# Earl Eastwood
Earl Hamilton Richard Eastwood (2. november 1905 i Hamilton i Ontario – juli 1968) var en canadisk roer som deltog i de olympiske lege 1932 i Los Angeles.
Eastwood vandt en bronzemedalje i roning under OL 1932 i Los Angeles. Han var med på den canadiske otter som kom på en tredjeplads efter USA og Italien. Mandskabet på den canadiske båd var: Earl Eastwood, Joseph Harris, Stanley Stanyar, Harry Fry, Cedric Liddell, William Thoburn, Donald Boal, Albert Taylor og George MacDonald som var styrmand.  